# Шаван ле Гранд
Шаван ле Гранд (фр. Chavannes-les-Grands) је насељено место у Француској у региону Франш-Конте, у департману Територија Белфор.
По подацима из 2011. године у општини је живело 320 становника, а густина насељености је износила 46,18 становника/km².

## Демографија
| 1962. | 1968. | 1975. | 1982. | 1990. | 2011. |
| ----- | ----- | ----- | ----- | ----- | ----- |
| 230   | 246   | 239   | 293   | 305   | 320   |